# История на Северна Корея
Корейската народнодемократична република е основана през 1948 година. След края на Втората световна война Корея е формално разделена по 38-ия паралел с решение на ООН, според което СССР контролира северната ѝ част, а САЩ – южната. Вследствие на неразбирателствата между двете страни се създават и две отделни корейски правителства с различна идеологическа насоченост, всяко от които претендира да бъде единственото легитимно.

## Ранни години
Начело на новата държава КНДР застава Ким Ир Сен (1912 – 1994), издигнал се на власт след участие в множество анти-японски марксистки групировки по времето на Втората световна война. Той установява комунистическо правителство от съветски тип, а скоро след това са положени и основите на стабилна планова икономика. До 1949 г. близо 90% от производствените предприятия са поставени под контрола на държавата.

## Корейска война
Две години след създаването на КНДР избухва Корейската война. Тя не започва веднага, а идва като последствие от напрежението между Севера и Юга. До 1950 г. е имало множество въоръжени конфликти между войници на двете страни, но за нейно начало се счита 25 юни 1950 г., когато Северна Корея напада Южна. Севернокорейската армия, или т. нар. корейска народна армия, първоначално разгромява зле обучените южнокорейски войски. След като почти всички американски войски се изтеглят от Южна Корея през 1949 г., корейската народна армия завзема почти изцяло Корейския полуостров. Малко преди окончателното му завземане от севера, на помощ на южнокорейците пристигат американски войски, подпомагани от контингенти на ООН, включващи британски, канадски, френски, холандски, етиопски и турски войници. Армията на КНДР в началото провежда успешно настъпление по западния бряг на страната, докато въоръжените сили на ООН оборудват нова укрепителна линия на североизток от изключително важния град Тег (80 км северно от Пусан). В началото на август силите на ООН създават изключително надеждна отбранителна линия, минаваща по река Нактонган, на север от Чинджу до точката 30 км северно от Тег и достигаща на изток до точка северно от пристанището Пхохан, разположено на източното крайбрежие. В случай, че Чинджу и Пхохан паднат, подразделенията на армията на Северна Корея са били готови да заемат позиции на 15 км от Тег. Севернокорейските войски обаче са отблъснати и не успяват да организират ново нападение. След като войната става още по ожесточена, през 1952 г. САЩ дори разглеждат възможността за употреба на атомно оръжие. Вследствие на бомбардировките над Пхенян градът е напълно сринат и загиват близо 1000000 души. След тази кръвопролитна борба между КНДР и Република Корея е постигнато прекратяване на огъня с посредничеството на ООН. На 27 юли 1953 г. е подписано примирие между ООН, Корейската народна армия и Народната доброволческа армия на Китай.
Според примирието границата между двете разделени държави минава по линиите на 38-ия паралел.

## Следвоенен период
Възстановяването от войната е бързо и динамично, благодарение на различни
петгодишни, шестгодишни и седемгодишни планове. През 1961 г. е подписан договор за сътрудничество между КНДР и КНР (Китайска народна република). Благодарение на него, КНДР отбелязва увеличение на износа на продукция, а също така и внася стоки от Китай на изгодни цени. През 1960 г. страната е в апогея на икономическото си развитие, бидейки водеща индустриална сила в Азия и една от най-мощните комунистически страни в света.
През 70-те години започва управлението по идеологията чучхе. С това започва неизменния култ към любимия вожд другаря Ким Ир Сен, както и изолацията на страната.
През 1972 г. започват преговори за обединение с Южна Корея, които обаче са неуспешни. И до днес севернокорейските медии продължават да говорят за създаване на обща корейска държава под формата на федерация, а търговията между двете страни се увеличава.

## След края на Студената война
При разпада на СССР Северна Корея губи своите стратегически пазари в Източния блок, което се отразява изключително зле на икономиката. На 8 юли 1994 г. Ким Ир Сен умира внезапно на 83-годишна възраст. В официалната му биография пише: „Той умира в два часа през нощта в своя работен кабинет.“ След този момент е обявен тригодишен траур, а по-късно Ким е обявен за Вечен президент на КНДР. Това създава политически вакуум за известно време и в страната настъпва хаос. Точно по това време започват невиждани наводнения, които разрушават пътни мрежи и земеделски предприятия. Последвани от суши през 1997 г., всички тези събития довеждат до масивен глад, вследствие на който загиват до 2000000 души – близо 10% от населението на държавата. През 1998 г. властта официално е поета от сина на Ким Ир Сен – Ким Чен Ир. През 2000 г. се провежда среща между държавните глави на Северна и Южна Корея – Ким Чен Ир и Ким Те Чжун. Оттогава започва сближаване между „разделеното семейство“, което обаче е възпрепятствано от идването на власт на Джордж Уокър Буш в САЩ.
На 4 октомври 2007 година двете държави навлизат в изцяло нов етап от своите взаимоотношения след посещението на южнокорейския президент Но Му Хьон в Пхенян. КНДР и Република Корея подписват дългоочакван постоянен мирен договор, тъй като след Корейската война страните на практика са останали в състояние на война. Постигнати са споразумения и за разширяване на икономическото сътрудничество, транспортните връзки, както и възстановяване на железопътния и въздушен превоз към севера.
На 25 февруари 2008 г. в Южна Корея на власт идва И Мюн-бак, който поема силно твърдолинеен курс към севера, и спира всички видове помощи до окончателното му ядрено разоръжаване. Ри обещава огромна финансова помощ, но само след като Пхенян се откаже от ядрените си амбиции, което провокира поредното влошаване на отношенията между двете страни. В отговор на тази политика севернокорейското правителство определя Ри като „предател“ и отношенията между двете страни се влошават за пореден път. Напрежението в региона започва да се усилва поетапно след разполагане на нови ракети със среден обсег (4000 км) и изстрелване на спътник от страна на Северна Корея и съвместни военни учения между Япония, Южна Корея и САЩ от друга страна.
На 25 май 2009 г. КНДР провежда нов (този път успешен) ядрен опит в отговор на заклеймяването от страна на ООН на опита за изпращане на спътник в Космоса. След последвалата остра критика от редица държави севернокорейското правителство обявява, че вече не зачита условията на примирието от 1953.